# Tổ chức tài chính phát triển

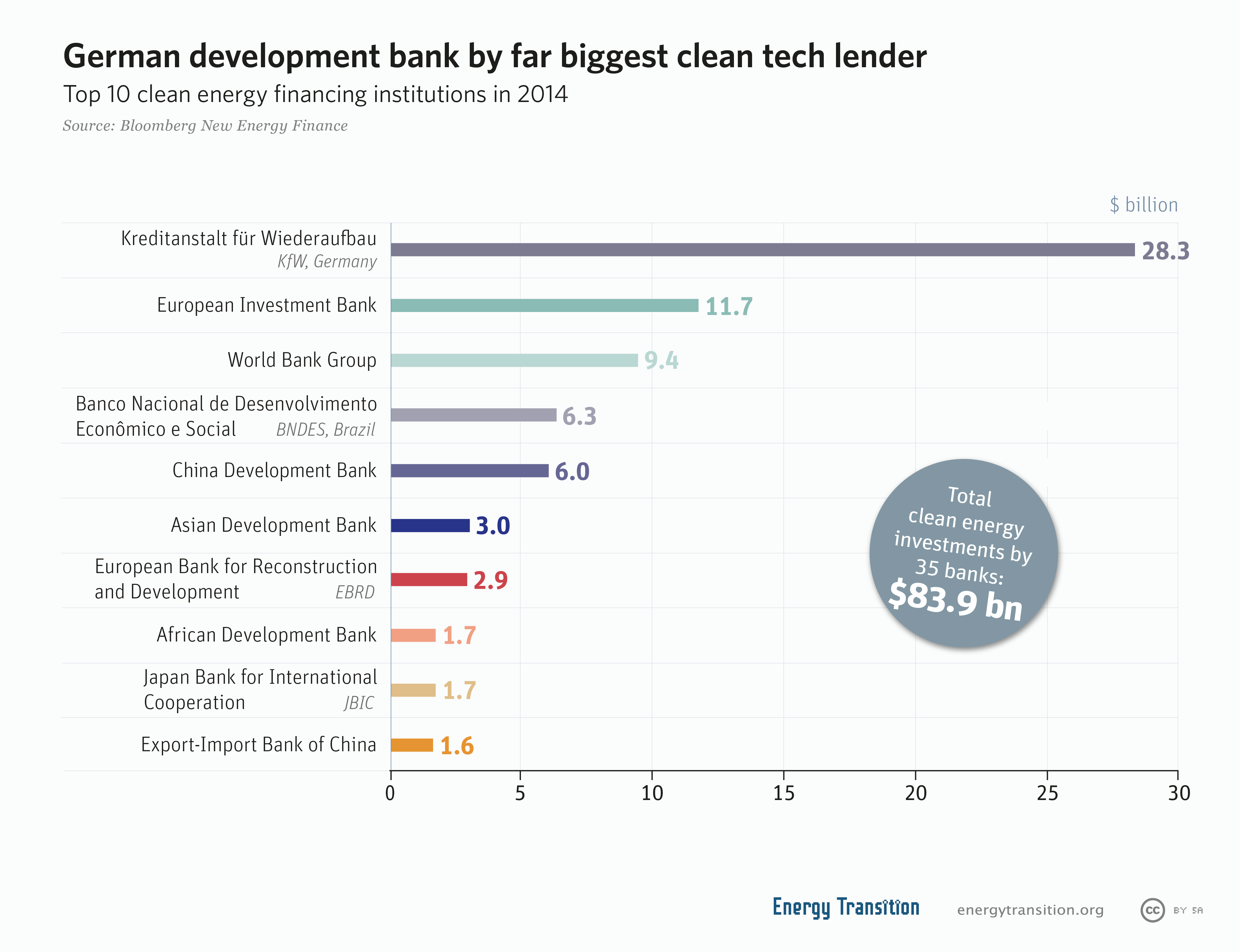
Top 10 tổ chức tài chính năng lượng sạch 2014

Tổ chức tài chính phát triển (Development finance institution, viết tắt DFI) còn được gọi là ngân hàng phát triển hoặc công ty tài chính phát triển (DFC) là một tổ chức tài chính cung cấp vốn rủi ro cho các dự án phát triển kinh tế trên cơ sở phi thương mại. Họ thường được thành lập và sở hữu bởi các chính phủ hoặc tổ chức từ thiện để cung cấp vốn cho các dự án mà nếu không thể có được tiền từ các nhà cho vay thương mại. Một số ngân hàng phát triển bao gồm đầu tư có trách nhiệm xã hội và tác động đến các tiêu chí đầu tư vào nhiệm vụ của họ. Chính phủ thường sử dụng các ngân hàng phát triển để tạo thành một phần của viện trợ phát triển hoặc các sáng kiến phát triển kinh tế.
DFIs có thể bao gồm các ngân hàng phát triển đa phương, ngân hàng phát triển quốc gia, ngân hàng phát triển song phương, tổ chức tài chính vi mô, tổ chức tài chính phát triển cộng đồng và quỹ cho vay quay vòng. Các tổ chức này cung cấp một vai trò quan trọng trong việc cung cấp tín dụng dưới dạng các khoản vay rủi ro cao hơn, vị thế vốn chủ sở hữu và các công cụ bảo đảm rủi ro cho các khoản đầu tư của khu vực tư nhân ở các nước đang phát triển. DFI thường được hỗ trợ bởi các quốc gia có nền kinh tế phát triển.
Tính đến  năm 2005, tổng số cam kết (như các khoản vay, vốn chủ sở hữu, bảo lãnh và chứng khoán nợ) của các DFIs chính trong khu vực, đa phương và song phương là 45 tỷ USD (trong đó 21,3 tỷ USD đã hỗ trợ cho khu vực tư nhân).  DFIs thường cung cấp tài chính cho khu vực tư nhân cho các khoản đầu tư thúc đẩy phát triển và giúp các công ty đầu tư, đặc biệt là ở các quốc gia có nhiều hạn chế trên thị trường.